# Abierto Mexicano de Tenis 2011 - Qualificazioni singolare maschile
Le qualificazioni del singolare maschile dell'Abierto Mexicano de Tenis 2011 sono state un torneo di tennis preliminare per accedere alla fase finale della manifestazione. I vincitori dell'ultimo turno sono entrati di diritto nel tabellone principale. In caso di ritiro di uno o più giocatori aventi diritto a questi sono subentrati i lucky loser, ossia i giocatori che hanno perso nell'ultimo turno ma che avevano una classifica più alta rispetto agli altri partecipanti che avevano comunque perso nel turno finale.

## Giocatori

### Teste di serie
1. Rui Machado (primo turno)
2. Frederico Gil (ultimo turno, Lucky Loser)
3. Horacio Zeballos (ultimo turno, Lucky Loser)
4. Albert Ramos Viñolas (qualificato)

1. Máximo González (qualificato)
2. Daniel Muñoz de la Nava (ultimo turno, Lucky Loser)
3. Diego Junqueira (primo turno)
4. Paul Capdeville (qualificato)

### Qualificati
1. Adrian Ungur
2. Paul Capdeville

1. Máximo González
2. Albert Ramos Viñolas

### Lucky Losers
1. Frederico Gil
2. Horacio Zeballos

1. Daniel Muñoz de la Nava
2. Iván Navarro

## Tabellone qualificazioni

### 1ª sezione
|  | Primo turno | Primo turno     | Primo turno     | Primo turno | Primo turno |  |  | Ultimo turno | Ultimo turno | Ultimo turno | Ultimo turno | Ultimo turno |  |
|  |             |                 |                 |             |             |  |  |              |              |              |              |              |  |
|  | 1           | Rui Machado     | 4               | 2           | r           |  |  |              |              |              |              |              |  |
|  |             | Iván Navarro    | 6               | 3           |             |  |  | Iván Navarro | Iván Navarro | 2            | 6            | 1            |  |
|  |             | Adrian Ungur    | Adrian Ungur    | 6           | 7           |  |  | Adrian Ungur | Adrian Ungur | 6            | 2            | 6            |  |
|  | 7           | Diego Junqueira | Diego Junqueira | 3           | 5           |  |  |              |              |              |              |              |  |

### 2ª sezione
|  | Primo turno | Primo turno           | Primo turno           | Primo turno | Primo turno |  |  | Ultimo turno | Ultimo turno    | Ultimo turno | Ultimo turno | Ultimo turno |  |
|  |             |                       |                       |             |             |  |  |              |                 |              |              |              |  |
|  | 2           | Frederico Gil         | 2                     | 6           | 6           |  |  |              |                 |              |              |              |  |
|  |             | Peter Luczak          | 6                     | 2           | 4           |  |  | 2            | Frederico Gil   | 6            | 0            | 6            |  |
|  | Alt         | Pierre-Ludovic Duclos | Pierre-Ludovic Duclos | 5           | 4           |  |  | 8            | Paul Capdeville | 2            | 6            | 7            |  |
|  | 8           | Paul Capdeville       | Paul Capdeville       | 7           | 6           |  |  |              |                 |              |              |              |  |

### 3ª sezione
|  | Primo turno | Primo turno          | Primo turno          | Primo turno | Primo turno |  |  | Ultimo turno | Ultimo turno     | Ultimo turno     | Ultimo turno | Ultimo turno |  |
|  |             |                      |                      |             |             |  |  |              |                  |                  |              |              |  |
|  | 3           | Horacio Zeballos     | Horacio Zeballos     | 6           | 6           |  |  |              |                  |                  |              |              |  |
|  | WC          | Antonio Ruíz-Rosales | Antonio Ruíz-Rosales | 2           | 4           |  |  | 3            | Horacio Zeballos | Horacio Zeballos | 3            | 1            |  |
|  | WC          | Alexis Carlos        | Alexis Carlos        | 3           | 2           |  |  | 5            | Máximo González  | Máximo González  | 6            | 6            |  |
|  | 5           | Máximo González      | Máximo González      | 6           | 6           |  |  |              |                  |                  |              |              |  |

### 4ª sezione
|  | Primo turno | Primo turno             | Primo turno             | Primo turno | Primo turno |  |  | Ultimo turno | Ultimo turno            | Ultimo turno            | Ultimo turno | Ultimo turno |  |
|  |             |                         |                         |             |             |  |  |              |                         |                         |              |              |  |
|  | 4           | Albert Ramos Viñolas    | Albert Ramos Viñolas    | 6           | 6           |  |  |              |                         |                         |              |              |  |
|  |             | Luis Díaz-Barriga       | Luis Díaz-Barriga       | 4           | 4           |  |  | 4            | Albert Ramos Viñolas    | Albert Ramos Viñolas    | 7            | 6            |  |
|  | WC          | Luis Patiño             | Luis Patiño             | 2           | 1           |  |  | 6            | Daniel Muñoz de la Nava | Daniel Muñoz de la Nava | 5            | 2            |  |
|  | 6           | Daniel Muñoz de la Nava | Daniel Muñoz de la Nava | 6           | 6           |  |  |              |                         |                         |              |              |  |